# Костомлоты (гмина)
Костомлоты (пол. Kostomłoty) — сельская гмина (волость) в Польше, входит как административная единица в Сьродский повет, Нижнесилезское воеводство. Население — 6941 человек (на 2004 год).

## Демография
| Перепись                       | Всего   | Всего | Женщины | Женщины | Мужчины | Мужчины |
| ------------------------------ | ------- | ----- | ------- | ------- | ------- | ------- |
| Единицы                        | человек | %     | человек | %       | человек | %       |
| Население                      | 6941    | 100   | 3467    | 49,9    | 3474    | 50,1    |
| Плотность населения (чел./км²) | 47,5    | 47,5  | 23,7    | 23,7    | 23,8    | 23,8    |

## Поселения
1. Богданув
2. Будзишув
3. Хмелюв
4. Чехы
5. Годкув
6. Якубковице
7. Яжомбковице
8. Енковице
9. Карчице
10. Костомлоты
11. Лисовице
12. Мечкув
13. Осечна
14. Осек
15. Пазьдзёрно
16. Персно
17. Пётровице
18. Пустынка
19. Рамултовице
20. Самбож
21. Самсоновице
22. Семидрожыце
23. Сикожице
24. Собковице
25. Шимановице
26. Свидница-Польска
27. Вихрув
28. Вилькув-Сьредзки
29. Внорув
30. Заблото

## Соседние гмины
1. Гмина Конты-Вроцлавске
2. Гмина Меткув
3. Гмина Менкиня
4. Гмина Сьрода-Слёнска
5. Гмина Уданин
6. Гмина Жарув